# Ixodida
Gli Ixodida (zecche) sono un sottordine di Parasitiformes che comprende tre famiglie. Le due principali sono: Ixodidae o "zecche dure" e Argasidae o "zecche molli". La terza famiglia comprende una sola specie, Nuttalliella namaqua.
Sono ectoparassiti temporanei ematofagi dallo stadio di larva a quello di adulto che possono aggredire, oltre a molti vertebrati, anche l'uomo, e possono essere agenti di trasmissione di numerosi agenti patogeni.

## Descrizione
Le specie più note sono la zecca del bosco (Ixodes ricinus) e la zecca del cane (Rhipicephalus sanguineus), lunghe più o meno 1-2 mm negli stadi giovanili, ma anche più di un centimetro nello stadio adulto.

### Pericoli per la salute umana
Le zecche sono vettori di diverse malattie, sia dell'uomo sia degli animali, come:
- La piroplasmosi, o babesiosi, è causata da un protozoo che, iniettato dalla zecca tramite la saliva, si localizza nei globuli rossi invadendoli e distruggendoli provocando ittero, febbre ed emoglobinuria. Rari casi di infezione umana sono stati segnalati nel nord-est degli Stati Uniti d'America e nell'Europa settentrionale.
- La rickettsiosi da zecche, o febbre bottonosa, il cui agente è Rickettsia conori e il cui vettore è la zecca del cane Rhipicephalus sanguineus appartenente alla famiglia degli Ixodidae. Questa malattia provoca febbre, cefalea, artralgia e una tipica eruzione esantematica localizzata sugli arti e sul tronco.

La specie Ixodes ricinus (Fam. Ixodidae) può trasmettere o causare:
- la malattia di Lyme (o morbo di Lyme o borreliosi), di cui la neuroborreliosi è la manifestazione neurologica
- l'encefalite trasmessa da zecche (o TBE), trasmessa da Flavivirus
- varie malattie da virus trasmessi da zecche, es. Arbovirus
- la febbre Q
- la erlichiosi
- la febbre bottonosa
- cytauxzoonosi
- la paralisi da zecca, causata da una rara reazione sistemica alla saliva dell'acaro (dermatosi da artropodi)

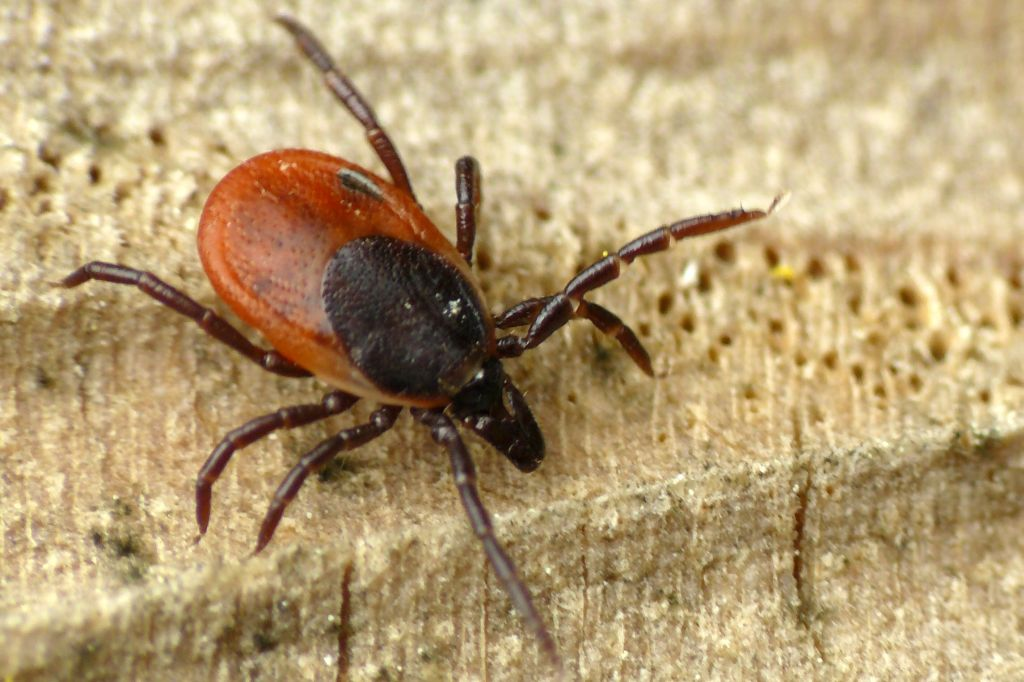
Femmina di Ixodes ricinus, una specie di zecca dura diffusa in Europa, parte dell'Asia e dell'Africa del Nord.

Per la lotta contro questi ectoparassiti temporanei è importante conoscere la biologia e il comportamento delle varie specie, giacché esse presentano una grande diversità.
Habitat, periodi di attività e riposo, ospiti preferenziali, ciclo di sviluppo della specie in questione sono tutti fattori importanti per la riuscita di un intervento di disinfestazione.
In generale per il trattamento di bestiame e animali domestici si usano prodotti insetticidi, mentre per il trattamento di aree aperte, con infestazione generalmente meno intensa, bastano la semplice rotazione dei pascoli e la falciatura dell'erba.

## Stadi di sviluppo del ciclo vitale delle zecche
- uova
- larve: possono essere grandi fino a 0,5 mm
- ninfe: possono essere grandi fino a 1,5 mm
- adulti:
  - maschi adulti: possono essere grandi dai 2,5 ai 3,5 mm
  - femmine adulte (prima del pasto): possono essere grandi dai 3,5 ai 4,5 mm
  - femmine adulte (dopo il pasto): possono essere grandi fino a 10 mm

## Metodo d'estrazione
- Non bruciare il parassita, non applicare alcuna sostanza, non rimuovere la zecca a mani nude.
- Tramite una pinzetta, afferrare la zecca nel punto più vicino alla cute per evitare la rottura dell'apparato boccale. Non afferrare la zecca per il corpo per evitare il cosiddetto "effetto siringa" o di spezzare il parassita. In farmacia sono disponibili pinzette specifiche o penne con un laccio per agevolare la rimozione.
- Estrarre il parassita afferrandolo il più possibile vicino alla superficie della pelle, e rimuoverlo tirando dolcemente cercando di imprimere un leggero movimento di rotazione[3].
- Durante la rimozione bisogna prestare la massima attenzione a non schiacciare il corpo della zecca, per evitare il rigurgito che aumenterebbe la possibilità di trasmissione di agenti patogeni[3].
- Se il rostro dovesse rompersi, si noterà un puntino nero al centro della puntura. Si dovrà cercare di estrarlo usando la punta di un ago da siringa sterile. Se non si riuscisse, contattare un medico.
- Disinfettare la cute evitando disinfettanti colorati.
- Controllare per 30-40 giorni se si forma un alone "a bersaglio" detto eritema migrante, caratteristico della malattia di Lyme e di altre possibili patologie. Se compaiono sintomi quali una cefalea non abituale, un'artrite acuta, una sintomatologia neurologica o un malessere simil influenzale non altrimenti spiegato contattare un medico. Non assumere farmaci di propria iniziativa.
- La formazione di una crosticina rossa pruriginosa è il decorso normale della puntura.